# Mischocyttarus chanchamayoensis
Mischocyttarus chanchamayoensis är en getingart som beskrevs av Richards 1978. Mischocyttarus chanchamayoensis ingår i släktet Mischocyttarus och familjen getingar. Inga underarter finns listade i Catalogue of Life.